# Пол-Смітс (Нью-Йорк)
Пол-Смітс (англ. Paul Smiths) — переписна місцевість (CDP) в США, в окрузі Франклін штату Нью-Йорк. Населення — 411 особа (2020).

## Географія
Пол-Смітс розташований за координатами 44°25′57″ пн. ш. 74°14′58″ зх. д. / 44.43250° пн. ш. 74.24944° зх. д. (44.432387, -74.249338).  За даними Бюро перепису населення США в 2010 році переписна місцевість мала площу 1,01 км², з яких 0,66 км² — суходіл та 0,35 км² — водойми.

### Клімат
| Клімат : Пол-Смітс    | Клімат : Пол-Смітс | Клімат : Пол-Смітс | Клімат : Пол-Смітс | Клімат : Пол-Смітс | Клімат : Пол-Смітс | Клімат : Пол-Смітс | Клімат : Пол-Смітс | Клімат : Пол-Смітс | Клімат : Пол-Смітс | Клімат : Пол-Смітс | Клімат : Пол-Смітс | Клімат : Пол-Смітс | Клімат : Пол-Смітс |
| Показник              | Січ.               | Лют.               | Бер.               | Квіт.              | Трав.              | Черв.              | Лип.               | Серп.              | Вер.               | Жовт.              | Лист.              | Груд.              | Рік                |
| Середній максимум, °C | −2,2               | −0,6               | 2,8                | 11,7               | 18,9               | 23,9               | 26,1               | 24,4               | 20,0               | 14,4               | 6,7                | −0,6               | 12,2               |
| Середній мінімум, °C  | −14,4              | −13,9              | −9,4               | −1,7               | 3,9                | 9,4                | 11,1               | 10,0               | 6,7                | 1,1                | −3,3               | −11,1              | −1,1               |
| Норма опадів, мм      | 58                 | 64                 | 66                 | 69                 | 79                 | 86                 | 91                 | 102                | 79                 | 74                 | 81                 | 84                 | 932                |
| --------------------- | ------------------ | ------------------ | ------------------ | ------------------ | ------------------ | ------------------ | ------------------ | ------------------ | ------------------ | ------------------ | ------------------ | ------------------ | ------------------ |
| Джерело: Weatherbase  |                    |                    |                    |                    |                    |                    |                    |                    |                    |                    |                    |                    |                    |

## Демографія
Згідно з переписом 2010 року, у переписній місцевості мешкала 671 особа в 4 домогосподарствах у складі 2 родин. Густота населення становила 664 особи/км².  Було 4 помешкання (4/км²).
Расовий склад населення:
| - 92,8 % — білих - 3,6 % — чорних або афроамериканців - 1,0 % — азіатів - 0,7 % — корінних американців - 0,1 % — вихідців з тихоокеанських островів |

До двох чи більше рас належало 1,0 %. Частка іспаномовних становила 2,5 % від усіх жителів.
За віковим діапазоном населення розподілялося таким чином: 0,1 % — особи молодші 18 років, 99,9 % — особи у віці 18—64 років, 0,0 % — особи у віці 65 років та старші. Медіана віку мешканця становила 20,0 року. На 100 осіб жіночої статі у переписній місцевості припадало 238,9 чоловіків;  на 100 жінок у віці від 18 років та старших — 240,1 чоловіків також старших 18 років.
Цивільне працевлаштоване населення становило 381 особа. Основні галузі зайнятості: освіта, охорона здоров'я та соціальна допомога — 53,0 %, мистецтво, розваги та відпочинок — 19,4 %, роздрібна торгівля — 15,2 %.